# William Donald Schaefer
William Donald Schaefer (ur. 2 listopada 1921, zm. 18 kwietnia 2011) – amerykański polityk, członek Partii Demokratycznej. W latach 1971–1987 pełnił funkcję burmistrza miasta Baltimore, a w latach 1987–1995 był gubernatorem stanu Maryland.